# Daniela Krukower
Daniela Yael Krukower, née le 6 janvier 1975 à Buenos Aires, est une judokate argentine.

## Biographie
Elle est née à Buenos Aires le 6 janvier 1975. Jeune, sa famille déménage en Israël. Elle commence le judo en 1990, et gagne la médaille d'argent aux jeux de Maccabiah de 1997, à Tel Aviv. 
Pour les qualifications pour les Jeux olympiques une seule représentante est autorisée pour les moins de 63 kilos. Estimant que sa rivale Einat Yaron est la favorite de la fédération de judo d'Israël, elle décide de participer aux Jeux pour le compte de l'Argentine.
Elle devient championne du monde de judo en 2003.

## Palmarès
| Année | Compétition                | Lieu           | Résultat | Catégorie      |
| ----- | -------------------------- | -------------- | -------- | -------------- |
| 1994  | Championnats israéliens    |                | 1re      | Moins de 66 kg |
| 1999  | Championnats panaméricains | Montevideo     | 2e       | Moins de 63 kg |
| 2002  | Championnats panaméricains | Saint-Domingue | 3e       | Moins de 63 kg |
| 2003  | Championnats panaméricains | San Salvador   | 1re      | Moins de 63 kg |
| 2003  | Jeux panaméricains         | Saint-Domingue | 3e       | Moins de 63 kg |
| 2003  | Championnats du monde      | Osaka          | 1re      | Moins de 63 kg |
| 2005  | Championnats panaméricains | Caguas         | 3e       | Moins de 63 kg |
| 2006  | Championnats panaméricains | Buenos Aires   | 3e       | Moins de 63 kg |
| 2007  | Championnats panaméricains | Montréal       | 2e       | Moins de 63 kg |
| 2007  | Jeux panaméricains         | Rio de Janeiro | 3e       | Moins de 63 kg |
| 2008  | Championnats panaméricains | Miami          | 3e       | Moins de 63 kg |
| 2009  | Championnats panaméricains | Buenos Aires   | 1re      | Moins de 63 kg |

## Divers
Dans sa jeunesse, elle a touché à plusieurs sports, notamment le tennis, le triathlon et également l'athlétisme. En tennis, elle sera cinquième junior israélienne, en triathlon, étant surclassée, elle finira au deuxième rang national. Elle sera également championne d'Israël juniors de saut en hauteur (avec un saut à 1,68 m).
Après avoir repris le judo durant son service militaire (Tsahal), elle finira troisième des tournois de Moscou et Tbilissi en 1998.